# 1979 a sportban
1979 a sportban az 1979-es év fontosabb sporteseményeit tartalmazza az alábbiak szerint:

## Események
- 1978. december 25.–1979. január 3. Australian Open teniszbajnokság, Melbourne
- 1978. december 26.–1979. január 14. Dakar-rali
- január 26.–február 2. biatlon-világbajnokság, Ruhpolding
- január 27–28. terepkerékpár-világbajnokság, Saccolongo
- január 30.–február 4. műkorcsolya-Európa-bajnokság, Zágráb
- február 10–11. férfi gyorskorcsolya-világbajnokság, Oslo
- február 3–4. női gyorskorcsolya-világbajnokság, Hága
- február 17–18. Gyorskorcsolya sprintvilágbajnokság, Inzell
- február 24–25. X. fedett pályás atlétikai Európa-bajnokság, Bécs
- március 6–11. Légfegyveres-Európa-bajnokság, Graz
- március 13–18. Műkorcsolya-világbajnokság, Bécs
- március 16–25. Jégkorong-világbajnokság, C csoport, Barcelona
- március 18. Sírepülő-világbajnokság, Planica
- március 18–24. Jégkorong-világbajnokság, B csoport, Galați
- április 14–27. Jégkorong-világbajnokság, A csoport, Moszkva
- április 15–22. Birkózó-Európa-bajnokság, Bukarest
- április 24.–május 13. Vuelta kerékpárverseny
- április 25.–május 6. XXXV. asztalitenisz-világbajnokság, Phenjan
- április 29.–május 13. női kosárlabda-világbajnokság, Szöul
- május 5–12. ökölvívó-Európa-bajnokság, Köln
- május 11–13. XII. női tornász-Európa-bajnokság, Koppenhága
- május 17.–június 6. Giro d’Italia kerékpárverseny
- május 18–20. XIII. férfi tornász-Európa-bajnokság, Esen
- május 19–27. XXXVIII. súlyemelő-Európa-bajnokság, Várna
- május 24–27. Cselgáncs-Európa-bajnokság, Brüsszel
- május 28.–június 11. Roland Garros teniszbajnokság, Párizs
- május 31.–június 4. Díjlovagló-Európa-bajnokság, Aarhus
- június 1–10. Vitorlázó finn dingi Európa-bajnokság, Malcesine
- június 9–19. XXI. Férfi kosárlabda-Európa-bajnokság, Torino, Mestre, Siena, Gorizia
- június 12–24. Koronglövő-Európa-bajnokság, Montecatini
- június 25.–július 9. Wimbledoni teniszbajnokság, Wimbledon (London)
- június 27–július 22. Tour de France
- július 6–15. Vitorlázó 470-es Európa-bajnokság, Dénia
- július 17–20. Íjász-világbajnokság, Nyugat-Berlin
- augusztus 12–16. Öttusa-világbajnokság, Budapest
- augusztus 15–19. Kajak-kenu-világbajnokság, Duisburg
- augusztus 16–19. Díjugrató-Európa-bajnokság, Rotterdam
- augusztus 18–28. XXXV. vívó-világbajnokság, Melbourne
- augusztus 19–25. Futóvadlövő-világbajnokság, Linz
- augusztus 21–28. Birkózó-világbajnokság, San Diego
- augusztus 22–26. Országúti kerékpár-világbajnokság, Heerlen, Maastricht, Valkenburg
- augusztus 24–27. Military-Európa-bajnokság, Lühmühlen
- augusztus 27.–szeptember 9. US Open teniszbajnokság, New York
- augusztus 28.–szeptember 2. Pályakerékpár-világbajnokság, Amszterdam
- augusztus 28.–szeptember 9. Evezős-világbajnokság, Bled
- szeptember 2–4. Tájfutó-világbajnokság, Tampere
- szeptember 3–12. IX. Nyári Universiade Mexikóváros
- szeptember 5–11. Vitorlázó csillaghajó Európa-bajnokság, Palamós
- szeptember 6–9. X. Uszonyos- és búvárúszó-Európa-bajnokság, Rennes
- október 5–13. Férfi és női röplabda-Európa-bajnokság, Nantes, Saint-Quentin, Toulouse, Párizs, Nancy, Orléans, Cannes, Évreux, Lyon
- október 7. Jody Scheckter nyeri a Formula–1-es világbajnokságot
- november 3–11. XXXIII. súlyemelő-világbajnokság, Szaloniki
- december 3–9. XV. tornász-világbajnokság, Fort Worth
- december 6–9. Cselgáncs-világbajnokság, Párizs
- december 14. Björn Waldegård nyeri a rali-világbajnokságot

## Magyar sportsikerek
- A cselgáncs-világbajnokságon Varga Imre megszerzi a sportág első magyar világbajnoki érmét.
- Az asztalitenisz-világbajnokságon a magyar férfi csapat aranyérmet nyer.
- A birkózó-világbajnokságon a magyar csapat négy aranyérmet szerez.
- A kajak–kenu-világbajnokságon Wichmann Tamás két világbajnoki címet nyer.
- Az öttusa-világbajnokságon a magyar csapat ezüstérmes.
- A futóvadlövő-világbajnokságon Bodnár Tibor a 30+30 lövéses egyéni versenyben aranyérmet nyer.
- A súlyemelő-világbajnokságon a magyar csapat egyetlen aranyérmét Sólyomvári János nyeri.
- A vívó-világbajnokságon a magyar csapat két ezüst- és egy bronzérmet nyer.
- A fedettpályás atlétikai Európa-bajnokságon Mátay Andrea női magasugrásban Európa-bajnok.
- A birkózó-Európa-bajnokságon a magyar csapat egyetlen aranyérmét Kocsis Ferenc nyeri.
- A cselgáncs-Európa-bajnokságon a magyar csapat két bronzérmet nyer.
- Az ökölvívó-Európa-bajnokságon a magyar csapat egy ezüst- és két bronzérmet nyer.
- A súlyemelő-Európa-bajnokságon a magyar csapat egyetlen aranyérmét Baczakó Péter nyeri.
- A tornász-világbajnokságon. Guczoghy György lólengésben aranyérmet nyer.
- A Nyári Universiaden a magyar csapat négy arany-, három ezüst- és három bronzérmet nyer.

## Születések
- január 8. – Stipe Pletikosa, horvát válogatott labdarúgó
- január 11. – Kari Mette Johansen, olimpiai, világ- és Európa-bajnok norvég válogatott kézilabdázó
- január 13. – Teemu Elomo, finn jégkorongozó
- január 14. – Jeff McKercher, kanadai jégkorongozó
- január 16. – Brenden Morrow, olimpiai és világbajnok, világkupa-győztes kanadai válogatott jégkorongozó
- január 17.
  - Oleh Volodimirovics Liszogor, ukrán úszó
  - Bill May, világbajnok amerikai szinkronúszó
- január 18. – Kenyatta Jones, Super Bowl-győztes amerikai futballjátékos († 2018)
- január 20. – Vajda Szidónia, román-magyar sakkozó, női nemzetközi nagymester, magyar bajnok
- január 22. – Marcus Kristoffersson, svéd jégkorongozó
- január 29. – Matej Mavrič, szlovén válogatott labdarúgó
- január 31. – Brahim Asloum, olimpiai bajnok francia ökölvívó
- február 1. – Ionela Loaieș, világbajnok és olimpiai bronzérmes román szertornász
- február 4. – Giorgio Pantano, olasz autóversenyző, Formula–1-es pilóta
- február 5.
  - Rhona Daly, ír nemzetközi női labdarúgó-játékvezető
  - Paulo Gonçalves, portugál motorversenyző († 2020)
- február 9. – Irina Eduardovna Szluckaja, világ- és Európa-bajnok, olimpiai ezüstérmes orosz műkorcsolyázó
- február 10. – Kristen Viikmäe, észt labdarúgó
- február 13. – Rafael Márquez, CONCACAF-aranykupa és konföderációs kupa-győztes mexikói válogatott labdarúgó
- február 16. – Valentino Rossi, olasz motorversenyző, a MotoGP összesen nyolcszoros világbajnoka
- február 21. – Nathalie Dechy, francia teniszező
- február 28. – Sébastien Bourdais, francia autóversenyző, Formula–1-es pilóta
- március 10. – Bodor Richárd, Európa-bajnoki bronzérmes magyar úszó
- március 11. – Georgi Pejev, bolgár válogatott labdarúgó
- március 12. – Gerard López, spanyol válogatott labdarúgó, edző
- március 14.
  - Nicolas Anelka, Európa-bajnok és konföderációs kupa-győztes francia válogatott labdarúgó
  - Love,  angolai válogatott labdarúgó
- március 20. – Silvia Navarro, olimpiai és világbajnoki bronzérmes spanyol válogatott kézilabdázó, kapus
- március 21. – Medvegy Zoltán, sakkozó, nemzetközi nagymester
- április 3. – Zoumana Camara, konföderációs kupa győztes francia válogatott
- április 7. – Toni Alcinas, spanyol dartsjátékos
- április 12.
  - Martin Galia, cseh válogatott kézilabdázó
  - Mateja Kežman, szerb válogatott labdarúgó
- április 13.
  - Velizar Dimitrov, bolgár válogatott labdarúgó
  - Meghann Shaughnessy, amerikai teniszező
- április 16.
  - Christijan Albers, holland autóversenyző, Formula–1-es pilóta
  - Tabata Teruki, japán labdarúgó
- április 19. – Antoaneta Sztefanova bolgár sakkozó, női sakkvilágbajnok (2004–2006)
- április 21. – Alekszej Viktorovics Tyimkin, orosz jégkorongozó
- április 26. – Sara Thunebro, világbajnoki bronzérmes svéd női válogatott labdarúgó, olimpikon
- április 30. – Gerardo Torrado, konföderációs kupa-győztes mexikói válogatott labdarúgó
- május 4.
  - James Desmarais, kanadai jégkorongozó
  - Tania Di Mario, olimpiai bajnok olasz válogatott vízilabdázó
- május 5. – Nagy Katalin, amerikai világbajnok ultramaraton futó
- május 10. – Paul Nicholson, ausztrál dartsjátékos
- május 19. – Diego Forlán, Copa América győztes uruguayi válogatott labdarúgó
- május 24.
  - Joe Kennedy, amerikai baseballjátékos († 2007)
  - Tracy McGrady, amerikai kosárlabdázó
- május 30. – Dragoș Stoenescu, román válogatott vízilabdázó, olimpikon
- június 9. – Stefano Tempesti, olimpiai ezüstérmes és világbajnok olasz vízilabdázó
- június 14. – Pharadon Szricsaphan, thai teniszező
- június 23. – Jim Curtin, amerikai labdarúgó, edző
- július 3. – Roman Romanovics Romancsuk, orosz ökölvívó
- július 14. – Tomasz Jędrzejak, lengyel salakmotoros († 2018)
- július 15. – Alexander Frei, svájci válogatott labdarúgó
- július 20.
  - Fehér Miklós, labdarúgó († 2004)
  - Marko Nikolić, szerb labdarúgó, edző
- július 23. – Balzsay Károly, magyar ökölvívó
- július 26. – Darío Verón, paraguayi válogatott labdarúgó
- július 27. – Sidney Govou, Sidney Govou, konföderációs kupa-győztes francia válogatott labdarúgó
- július 31. – Carlos Marchena, spanyol labdarúgó
- augusztus 1. – Junior Agogo, Afrikai nemzetek kupája bronzérmes ghánai válogatott labdarúgó († 2019)
- augusztus 2. – Szogahata Hitosi, japán válogatott labdarúgó, olimpikon
- augusztus 5. – David Healy, északír válogatott labdarúgó
- augusztus 13. – Nadia Hățăgan, kétszeres világ-, Európa- és kétszeres junior Európa-bajnok román szertornász, edző
- augusztus 14. – Jérémie Bréchet, konföderációs kupa győztes francia válogatott labdarúgó
- augusztus 21. – Joel Griffiths, ausztrál válogatott labdarúgó
- augusztus 22. – Maria Eugenia Rocco, argentin női nemzetközi labdarúgó-partbíró, asszisztens
- augusztus 24. – Tóth Zoltán, műkorcsolyázó, olimpikon
- augusztus 25. – Aleksandar Vuković, szerb labdarúgó, edző
- szeptember 2. – Alekszandr Vlagyimirovics Povetkin, olimpiai bajnok orosz ökölvívó
- szeptember 5. – John Carew, norvég válogatott labdarúgó
- szeptember 7. – Marina Wozniak, német nemzetközi labdarúgó-partbíró, asszisztens
- szeptember 13. – Manuel Friedrich, német válogatott labdarúgó
- szeptember 19. – Jonathan Joubert, luxemburgi válogatott labdarúgó
- szeptember 24. – Csin Dzsongo, háromszoros világ- és négyszeres olimpiai bajnok dél-koreai sportlövész
- szeptember 26. – Vedran Zrnić, olimpiai- és világbajnok horvát válogatott kézilabdázó
- szeptember 27. – Ono Sindzsi, japán labdarúgó
- szeptember 30. – Andy van der Meyde, holland labdarúgó
- október 7. – Simona Amânar, többszörös olimpiai, világ- és Európa-bajnok román tornász
- október 10. – Nicolás Massú, chilei teniszező
- október 14. – Rodrigo Tello, chilei válogatott labdarúgó
- október 18. – Pablo Coira, spanyol labdarúgó
- október 17. – Kimi Räikkönen, finn Formula–1-es versenyző
- október 31. – Simão Sabrosa, Európa-bajnoki ezüstérmes portugál válogatott labdarúgó
- november 3. – Pablo Aimar, argentin válogatott labdarúgó
- november 20. – Anasztaszija Alekszandrovna Kapacsinszkaja, orosz atléta
- november 21. – Vincenzo Iaquinta, olasz labdarúgó
- november 23. – Ivica Kostelić, olimpiai ezüstérmes, világbajnok horvát síző
- december 4.
  - Andrej Komac, szlovén válogatott labdarúgó
  - Jonecu Miva, japán válogatott labdarúgó
- december 5.
  - Niklas Hagman, olimpiai ezüstérmes finn jégkorongozó
  - Rusztam Kaszimdzsanov, üzbég sakknagymester, sakkvilágbajnok
- december 8. – Christian Wilhelmsson, svéd válogatott labdarúgó
- december 11. – Markus Katzer, osztrák válogatott labdarúgó
- december 20. – Jonas De Roeck, belga labdarúgó és edző
- december 28. – Claudia Presăcan, olimpiai, világ- és Európa-bajnok román tornász
- december 31. – Filipe Abraão, Afrika-bajnok angolai válogatott kosárlabdázó († 2019)

## Halálozások
- január 7.
  - Egresi Vilma, olimpiai bronzérmes kajakozó (* 1936)
  - Ivan Stedman, olimpiai ezüstérmes ausztrál úszó (* 1895)
- január 9.
  - Ruben Allinger, svéd jégkorongozó, olimpikon (* 1891)
  - Hinkey Haines, World Series bajnok amerikai baseballjátékos, NFL-bajnok amerikaifutball-játékos (* 1898)
- január 15. – Hollósi Frigyes, evezős, úszó, edző, sportvezető (* 1906)
- január 21. – Johann Tauscher, olimpiai ezüstérmes osztrák kézilabdázó (* 1909)
- február 1. – George Falcke, amerikai születésű dán olimpiai ezüstérmes tornász (* 1891)
- február 4. – Harangi Imre, olimpiai bajnok ökölvívó (* 1913)
- február 16. – Kristen Vadgaard, olimpiai ezüstérmes dán tornász (* 1886)
- március 1. – Norm Slater, olimpiai bajnok amerikai rögbijátékos (* 1894)
- március 6.
  - Lucien Démanet, olimpiai bronzérmes francia tornász (* 1874)
  - Kádas Géza, olimpiai ezüstérmes, Európa-bajnok úszó (* 1926)
- március 29. – Henri Anspach, olimpiai bajnok belga vívó (* 1882)
- április 11. – Mohamed Akíd, tunéziai válogatott labdarúgó (* 1949)
- április 17. – Paolo Barison, olasz válogatott labdarúgó, csatár, edző (* 1936)
- május 5. – Taisto Mäki, Európa-bajnok finn atléta, közép- és hosszútávfutó (* 1910)
- május 8. – Martin Thau, olimpiai ezüstérmes dán tornász (* 1887)
- május 15. – Somfay Elemér, olimpiai ezüstérmes atléta (* 1898)
- május 26. – Utassy Sándor magyar mellúszó (* 1931)
- május 28. – Frank Fredrickson, olimpiai bajnok és Stanley-kupa-győztes kanadai jégkorongozó, HHOF-tag (* 1895)
- június 11. – Loren Murchison, olimpiai bajnok amerikai atléta (* 1900)
- június 17.
  - Duffy Lewis, World Series bajnok amerikai baseballjátékos (* 1888)
  - Vigo Meulengracht Madsen, olimpiai bronzérmes dán tornász (* 1889)
- június 22. – Louis Chiron, monacói autóversenyző (* 1899)
- július 10. – Harald Færstad, olimpiai ezüstérmes norvég tornász (* 1889)
- július 22.
  - Kocsis Sándor, olimpiai bajnok labdarúgó, az Aranycsapat csatára (* 1929)
  - Amos Strunk, World Series bajnok amerikai baseballjátékos (* 1889)
- július 24. – Albert Hersoy, olimpiai bronzérmes francia tornász (* 1895)
- július 31. – Frede Hansen, olimpiai ezüstérmes dán tornász (* 1897)
- augusztus 21. – Giuseppe Meazza, világbajnok olasz válogatott labdarúgó (* 1910)
- szeptember 13. – Krepuska István magyar jégkorongozó (* 1899)
- szeptember 16. – Charlie Deal, World Series bajnok amerikai baseballjátékos (* 1891)
- október 29. – Erich Schmitt, olimpiai bronzérmes svájci kézilabdázó (* 1912)
- november 13. – Moose Goheen, olimpiai ezüstérmes amerikai jégkorongozó (* 1894)
- december 1.
  - Csinger Gyula, magyar súlyemelő, edző (* 1979)
  - Maszlay Lajos, olimpiai bronzérmes, világbajnok vívó (* 1903)
- december 9. – Hjalmar Johansen, olimpiai bronzérmes dán tornász (* 1892)
- december 31. – Ethel Smith, olimpiai bajnok kanadai atléta (* 1907)